# Gennaro De Crescenzo
Gennaro De Crescenzo (Nàpols, 1964) és un escriptor, historiador, periodista, professor i arxiver napolità. Va fundar el Moviment Neoborbònic. És ciutadà honorari de Casalduni.

## Obres
- L’altro 1799. I fatti, Nàpols, Tempo Lungo, 1999
- La difesa del regno, Nàpols, Il Giglio, 2001
- Le industrie del Regno di Napoli, Nàpols, Grimaldi, 2002
- Contro Garibaldi. Appunti per demolire il mito di un nemico del Sud, Nàpols, Il Giglio, 2006
- Ferdinando II di Borbone. La Patria delle Due Sicilie, Nàpols, Il Giglio, 2009
- Napoli. Storia di una città, Nàpols, Iod, 2009
- Malaunità, Nàpols, Spazio Creativo, 2011
- I peggiori 150 anni della nostra storia. L'unificazione come origine del sottosviluppo del Sud, Nàpols, Il Giglio, 2012
- Megaride. Storia di una città, Nàpols, Protagora Edizioni Scolastiche, 2013
- Movimento Neoborbonico. I 20 anni che hanno cambiato la storia, Nàpols, Passato&Futuro, 2013
- Storia di un regno, Nàpols, Protagora Edizioni Scolastiche, 2014
- Il Sud dalla Borbonia felix al carcere di Fenestrelle. Perché non sempre la storia è come ce la raccontano, Milà, Magenes, 2014
- La battaglia di Lauria: la memoria ritrovata. Una storia, un progetto, un evento, Nàpols, Iod, 2016
- Noi i neoborbonici. Storie di orgoglio meridionale, Milà, Magenes, 2016
- Il libro dei primati del Regno delle Due Sicilie, Nàpols, Editori Grimaldi, 2019